# 나카시 (스웨덴)

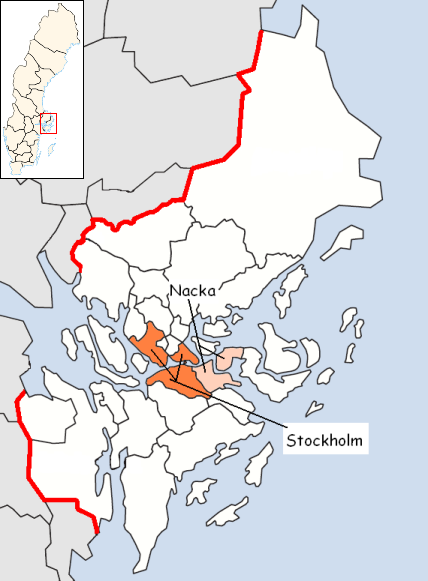
나카 시의 위치

나카시(스웨덴어: Nacka kommun)는 스웨덴 스톡홀름주에 위치한 지방 자치체로 행정 중심지는 나카이며 면적은 128.83km2, 인구는 99,359명(2016년 12월 31일 기준), 인구 밀도는 770명/km2이다.

시 문장